# Arcidiocesi di Tolosa

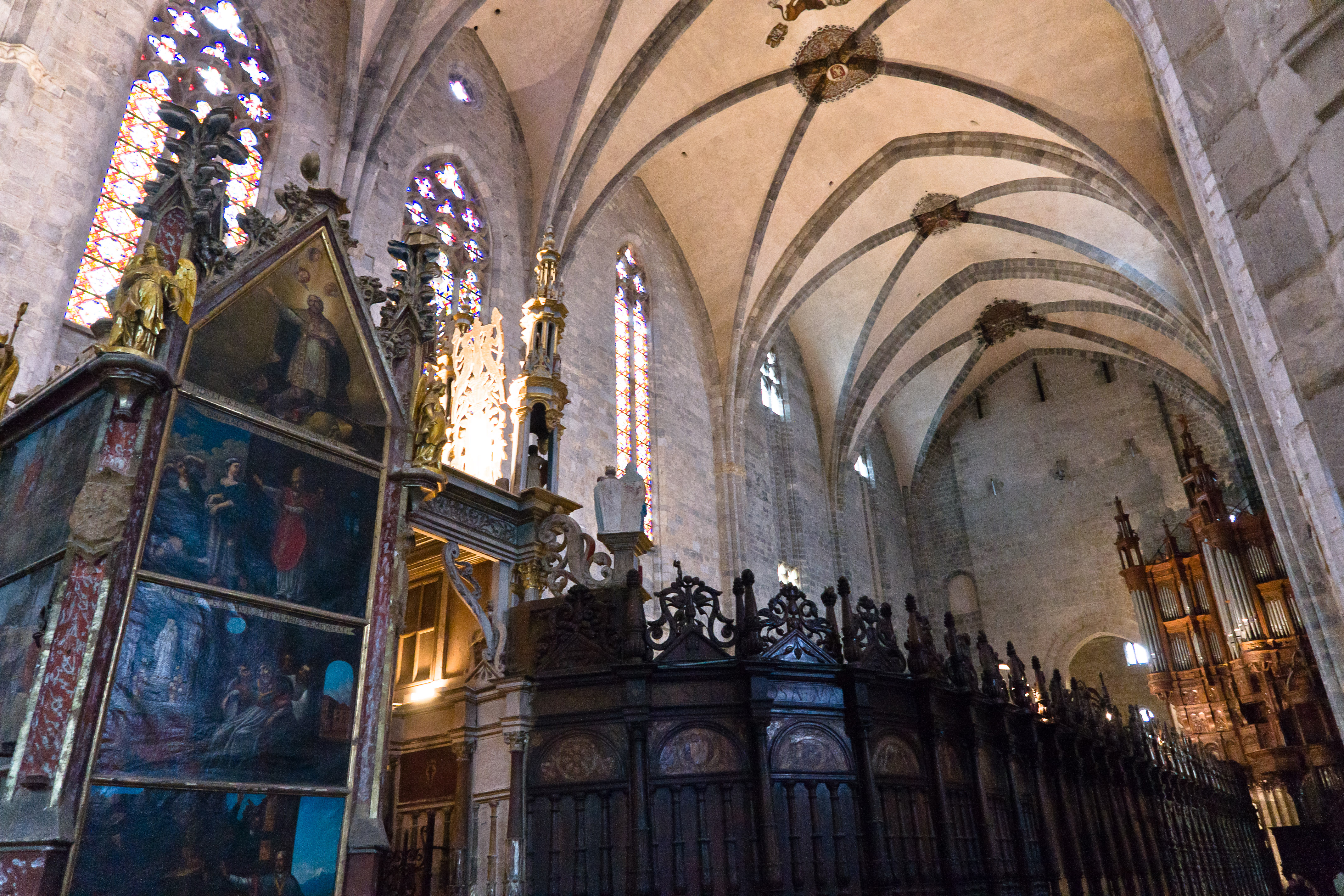
Interno dell'ex cattedrale di Nostra Signora a Saint-Bertrand-de-Comminges

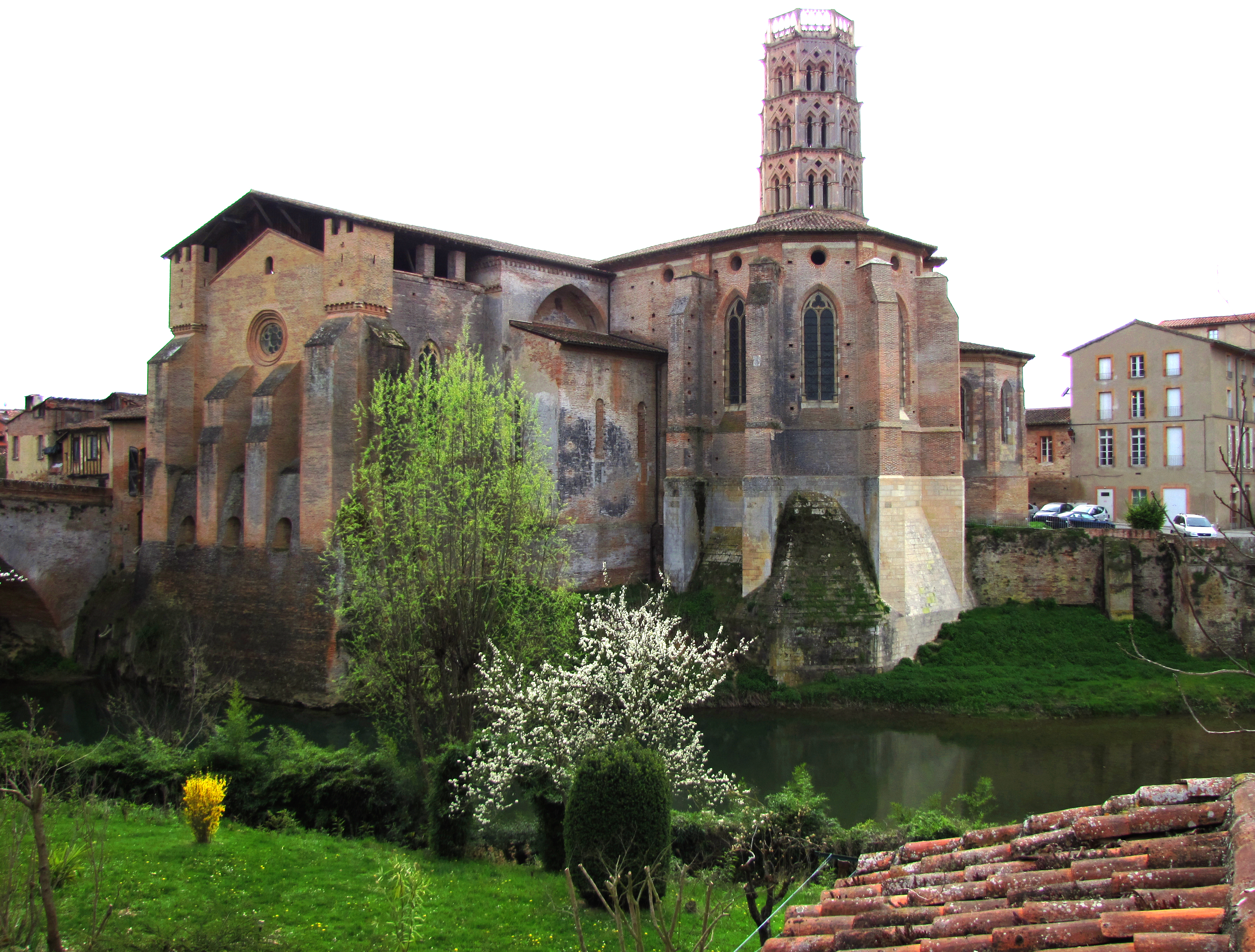
L'ex cattedrale della Natività della Vergine a Rieux-Volvestre

Mappa dell'arcidiocesi di Tolosa prima della rivoluzione francese.

L'arcidiocesi di Tolosa (in latino Archidioecesis Tolosana) è una sede metropolitana della Chiesa cattolica in Francia. Nel 2022 contava 843.390 battezzati su 1.392.500 abitanti. È retta dall'arcivescovo Guy André Marie de Kérimel, Comm. l'Emm.
Dal 1935 agli arcivescovi di Tolosa è concesso di portare il titolo di "vescovi di Comminges e di Rieux" (Convenarum et Rivensis).

## Territorio
L'arcidiocesi comprende il dipartimento francese dell'Alta Garonna.
Sede arcivescovile è la città di Tolosa, dove si trova la cattedrale di Santo Stefano. Nell'arcidiocesi sorgono due chiese ex cattedrali: la chiesa di Nostra Signora a Saint-Bertrand-de-Comminges e la chiesa della Natività della Vergine a Rieux-Volvestre. Il territorio ospita anche 3 basiliche minori: le basiliche di Saint-Sernin e di Notre-Dame de la Daurade a Tolosa, e la basilica di Santa Germana a Pibrac.

### Parrocchie e zone pastorali
L'arcidiocesi si estende su 6.372 km² ed è suddivisa in 602 parrocchie. Dal 2008 le parrocchie sono state raggruppate in 87 ensembles paroissiaux (unità pastorali), suddivise in 5 zone pastorali e 28 decanati:
1. zona pastorale di Tolosa: 14 decanati;
2. zona pastorale Le Comminges: 5 decanati;
3. zona pastorale Le Lauragais: 2 decanati;
4. zona pastorale rurale centro: 4 decanati;
5. zona pastorale rurale nord: 3 decanati.

### Provincia ecclesiastica
La provincia ecclesiastica di Tolosa comprende le seguenti circoscrizioni ecclesiastiche:
- l'arcidiocesi di Albi;
- l'arcidiocesi di Auch;
- la diocesi di Cahors;
- la diocesi di Montauban;
- la diocesi di Pamiers;
- la diocesi di Rodez;
- la diocesi di Tarbes e Lourdes.

## Storia
La diocesi di Tolosa fu eretta verso la metà del III secolo ad opera di san Saturnino, che evangelizzò la regione. Le scoperte archeologiche ed epigrafiche attestano con certezza la presenza di una consistente comunità cristiana nel tolosano nel IV secolo. Tra i primi vescovi si distinse in particolare il vescovo Rodanio, che nel concilio di Béziers del 356 rifiutò di sottomettersi all'arianesimo sostenuto dall'imperatore Costanzo II e per questo venne esiliato in Frigia assieme a Ilario di Poitiers.
Tolosa faceva parte della Gallia Narbonense I e la sua diocesi era suffraganea dell'arcidiocesi di Narbona. Nel 507, dopo che Clodoveo I ebbe conquistata la città, la diocesi entrò a far parte della provincia ecclesiastica di Bourges in quanto Narbona era rimasta sotto il dominio dei Visigoti. Dall'VIII secolo, quando anche la Settimania entrò nel regno dei Franchi, Tolosa ritornò alla primitiva provincia ecclesiastica.
Fra l'XI e il XIII secolo nella diocesi imperversò l'eresia catara, che fu combattuta strenuamente con l'indizione di una crociata. Papa Gregorio IX, per fronteggiare ulteriormente il movimento cataro, istituì a Tolosa il tribunale dell'inquisizione, che fu attivo fino al 1255, e creò una università, lo Studium generale.
Il 23 luglio 1295 Tolosa cedette una porzione del suo territorio a vantaggio dell'erezione della diocesi di Pamiers.
Agli inizi del XIV secolo Pierre de La Chapelle-Taillefert fu il primo vescovo ad essere creato cardinale; nei secoli seguenti Tolosa sarà spesso sede cardinalizia.
L'11 luglio 1317 la sede di Tolosa fu elevata al rango di arcidiocesi metropolitana con la bolla Salvator noster di papa Giovanni XXII e contestualmente cedette altre porzioni di territorio a vantaggio dell'erezione di quattro diocesi: Montauban, Saint-Papoul, Lombez e Rieux. Il 26 settembre dello stesso anno furono erette altre due diocesi con territorio dismembrato da quello di Tolosa: la diocesi di Lavaur e la diocesi di Mirepoix.
Il protestantesimo apparve a Tolosa nel 1532, veicolato da studenti stranieri. Nel 1550 il cardinal Coligny, arcivescovo della città, si dimise per abbracciare la Riforma, quattordici anni dopo si sposò. Frattanto nel 1563 i cattolici si erano riuniti in una lega per difendere le prerogative del cattolicesimo, ottenendo il dominio della città dal 1586 al 1595. Il re Enrico IV sarà riconosciuto soltanto nel 1596.
In seguito al concordato con la bolla Qui Christi Domini di papa Pio VII del 29 novembre 1801 l'arcidiocesi modificò i suoi confini per adattarsi ai dipartimenti dell'Alta Garonna e dell'Ariège, includendo quindi il territorio delle diocesi di Couserans, di Pamiers e di Rieux, nonché parte del territorio delle diocesi di Comminges, di Lectoure, di Lombez, di Mirepoix, di Montauban e di Saint-Papoul.
Furono soppresse tutte le diocesi menzionate, mentre quella di Pamiers fu ristabilita il 6 ottobre 1822, ricavandone il territorio dall'arcidiocesi di Tolosa. Gli arcivescovi di Tolosa ebbero in quella data il privilegio di aggiungere al proprio titolo quello degli arcivescovi di Narbona.
Il 19 gennaio 1935 furono riconosciuti agli arcivescovi di Tolosa anche i titoli delle diocesi di Comminges e di Rieux, sedi soppresse che ricadevano nel territorio arcivescovile.
L'8 dicembre 2002, con la riorganizzazione delle circoscrizioni ecclesiastiche francesi, la metropolia di Tolosa perse la diocesi di Carcassonne, mentre si ingrandì acquisendo le antiche metropolie di Albi e di Auch, con le loro suffraganee.
Il 14 giugno 2006 il titolo di Narbona è stato trasferito ai vescovi di Carcassonne, nel cui territorio sorge l'antica sede metropolitana.

## Cronotassi dei vescovi
Si omettono i periodi di sede vacante non superiori ai 2 anni o non storicamente accertati.
- San Saturnino † (? - 250 deceduto)
- Mamertino ? † (menzionato il 1º agosto 314)[4]
- Sant'Ilario † (IV secolo)
- Rodanio † (menzionato nel 356)[5]
- San Silvio † (IV secolo)
- Sant'Esuperio † (prima del 20 febbraio 405 - circa 411/412)
- Sant'Eraclio (o Eracliano) † (menzionato il 10 settembre 506)
- Magnolfo † (menzionato nel 585)
- Willigisilo (o Hiltigisilo) † (prima del 10 ottobre 614 - dopo il 27 settembre 626 o 627)
- Sant'Eremberto † (dopo il 657 - dopo il 668 dimesso)[6]
- San Germerio † (694 - 695 deceduto)
- Arrizio † (prima del 19 maggio 785 - dopo il 27 giugno 788)
- Mancio (Mansio) † (inizio del IX secolo)
- Samuele † (menzionato il 5 aprile 844)
- Salomone † (menzionato nell'859/860)
- Elisachar † (prima del 3 novembre 862 - dopo l'863/864)
- Bernone o Bernardo † (prima del 6 aprile 883 - dopo il 17 novembre 892)
- Arimando (Armando) † (prima di ottobre 904 - dopo il 2 gennaio 922)
- Ugo † (prima del 1º luglio 928 - dopo il 22 gennaio 973)
- Isolo † (prima dell'8 marzo 974 - dopo il 1º giugno 986)
- Raymond † (prima del 28 giugno 987 - dopo il 1º ottobre 1010)
- Hugues I † (dopo il 1010 - prima del 1031)
- Pierre Roger † (prima del 16 agosto 1031 - dopo il 27 agosto 1032)
- Arnaud † (prima del 23 giugno 1035 - dopo il 13 settembre 1056)
- San Durand de Breton, O.S.B. † (prima di giugno 1058 o 1059 - 8 maggio 1071 deceduto)
- Isarn de Lavaur † (prima del 6 dicembre 1071 - 7 febbraio 1105 deceduto)
- Amiel Raymond du Puy † (prima del 20 marzo 1105 - dopo il 22 aprile 1139)
- Raymond de Lautrec † (prima di maggio 1140 - 10 aprile 1163 deceduto)
- Bernard Bonhomme, O.S.A. † (prima del 30 aprile 1163 - 8 marzo 1164 deceduto)
- Gérard de Labarthe † (agosto 1164 - dopo il settembre 1170 nominato arcivescovo di Auch)
- Hugues II, O.S.A. † (marzo 1173 - 16 aprile 1175 deceduto)
- Bertrand de Villemur, O.S.B. † (prima del 27 aprile 1176 - prima del 23 febbraio 1179 deceduto)
- Fulcrand † (prima dell'ottobre 1179 - 7/28 settembre 1200 deceduto)
- Raymond de Rabastens † (febbraio 1202 - luglio o settembre 1205 deposto)
- Beato Folchetto di Marsiglia, O.Cist. † (ottobre/novembre 1205 - 25 dicembre 1231 deceduto)
- Raymond du Falga, O.P. † (21 marzo 1232 - 19 ottobre 1270 deceduto)
- Bertrand de l'Isle-Jourdain, O.S.A. † (20 ottobre 1270 - 31 gennaio 1286 deceduto)
- Hugues Mascaron, O.S.A. † (prima del 19 marzo 1286 - 2 dicembre 1296 deceduto)
- San Luigi d'Angiò, O.F.M. † (30 dicembre 1296 - 19 agosto 1297 deceduto)
- Arnaud-Roger de Comminges, O.S.A. † (2 dicembre 1297 - 3 ottobre 1298 deceduto)[7]
- Pierre de la Chapelle Taillefer † (25 ottobre 1298 - 15 dicembre 1305 dimesso)
- Gaillard de Preyssac † (22 gennaio 1306 - 25 giugno 1317 deposto)
- Jean-Raymond de Comminges † (13 novembre 1317 - 18 dicembre 1327 dimesso)
- Guillaume de Laudun, O.P. † (19 dicembre 1327 - 1345 dimesso)
- Raymond de Canilhac, C.R.S.A. † (28 marzo 1345 - 17 dicembre 1350 dimesso)
- Étienne Aldebrand, O.S.B. † (22 dicembre 1350 - 15 marzo 1360 deceduto)
- Geoffroy de Vayroles † (10 marzo 1361 - 10 marzo 1376 deceduto)
  - Jean de Cardailhac † (8 novembre 1378 - 7 ottobre 1390 deceduto) (amministratore apostolico)
- François de Conzié † (17 ottobre 1390 - 19 settembre 1391 nominato arcivescovo di Narbona)
- Pierre de Saint Martial † (19 settembre 1391 - 1º dicembre 1401 deceduto)
- Pierre Ravat, C.R.S.A. † (18 settembre 1405 - 1409 deposto)
- Vital de Castelmourou † (29 luglio 1409 - 1º agosto 1410 deceduto)
- Domenico da Firenze, O.P. † (24 agosto 1410 - 17 marzo 1422 deceduto)
- Denis du Moulin † (10 marzo 1423 - 10 giugno 1439 nominato vescovo di Parigi)
- Pierre du Moulin † (10 giugno 1439 - 3 ottobre 1451 deceduto)
- Bernard du Rosier † (3 gennaio 1452 - 1475 dimesso)[8]
- Pierre de Lyon † (5 aprile 1475 - gennaio 1491 deceduto)
- Hector de Bourbon † (18 febbraio 1491 - 1502 deceduto)
- Jean d'Orléans-Longueville † (29 novembre 1503 - 24 settembre 1533 deceduto)
- Gabriel de Gramont † (17 ottobre 1533 - 26 marzo 1534 deceduto)
  - Odet de Coligny de Châtillon † (29 aprile 1534 - 20 ottobre 1550 dimesso) (amministratore apostolico)
  - Antoine Sanguin de Meudon † (20 ottobre 1550 - 25 novembre 1559 deceduto) (amministratore apostolico)
  - Robert de Lénoncourt † (1560 - 4 febbraio 1561 deceduto) (amministratore apostolico)[9]
  - Georges d'Armagnac † (31 agosto 1562 - 6 gennaio 1577 nominato arcivescovo di Avignone) (amministratore apostolico)
- Paul de Foix † (5 novembre 1582 - 29 maggio 1584 deceduto)
- Georges d'Armagnac † (8 giugno 1584 - 10 luglio 1585 deceduto)
- François de Joyeuse † (4 novembre 1588 - 1º dicembre 1604 nominato arcivescovo di Rouen)
  - Sede vacante (1604-1613)
- Louis de Nogaret de La Valette † (26 agosto 1613 - 17 maggio 1627 dimesso)
- Charles de Montchal † (17 maggio 1627 - 22 agosto 1651 deceduto)
- Pierre de Marca † (23 marzo 1654 - 5 giugno 1662 nominato arcivescovo di Parigi)
- Charles-François d'Anglure de Bourlémont † (15 settembre 1664 - 25 novembre 1669 deceduto)
- Piero Bonsi † (28 settembre 1671 - 12 marzo 1674 nominato arcivescovo di Narbona)
- Joseph de Montpezat de Carbon † (6 maggio 1675 - 17 giugno 1687 deceduto)
- Jean-Baptiste-Michel Colbert † (12 ottobre 1692[10] - 11 luglio 1710 deceduto)
- René-François de Beauvau du Rivau † (11 dicembre 1713 - 28 maggio 1721 nominato arcivescovo di Narbona)
- Henri de Nesmond † (14 gennaio 1722 - 26 maggio 1727 deceduto)
- Jean-Louis Berton des Balbes de Crillon † (22 settembre 1727 - 14 dicembre 1739 nominato arcivescovo di Narbona)
- Charles-Antoine de la Roche-Aymon † (11 novembre 1740 - 18 dicembre 1752 nominato arcivescovo di Narbona)
- François de Crussol d'Uzès † (26 settembre 1753 - 30 aprile 1758 deceduto)
- Arthur-Richard Dillon † (2 agosto 1758 - 25 febbraio 1763 dimesso)[11]
- Étienne-Charles de Loménie de Brienne † (21 marzo 1763 - 8 marzo 1788 dimesso)[12]
- François de Fontanges † (15 settembre 1788 - 5 novembre 1801 dimesso)
- Claude-François-Marie Primat, C.O. † (9 aprile 1802 - 10 ottobre 1816 deceduto)
- François de Bovet † (1º ottobre 1817 - 1º aprile 1820 dimesso)
- Anne-Antoine-Jules de Clermont-Tonnerre † (28 agosto 1820 - 21 febbraio 1830 deceduto)
- Paul-Thérèse-David d'Astros † (16 marzo 1830 - 29 settembre 1851 deceduto)
- Jean-Marie Mioland † (29 settembre 1851 succeduto - 16 luglio 1859 deceduto)
- Florian-Jules-Félix Desprez † (30 luglio 1859 - 21 gennaio 1895 deceduto)
- François-Désiré Mathieu † (25 giugno 1896 - 27 novembre 1899 dimesso)
- Jean-Augustin Germain † (7 dicembre 1899 - 1º giugno 1928 deceduto)
- Jules-Géraud Saliège † (6 dicembre 1928 - 5 novembre 1956 deceduto)
- Gabriel-Marie Garrone † (5 novembre 1956 succeduto - 5 marzo 1966 dimesso[13])
- Louis-Jean-Frédéric Guyot † (28 aprile 1966 - 16 novembre 1978 dimesso)
- André Charles Collini † (16 novembre 1978 succeduto - 3 dicembre 1996 ritirato)
- Emile Marcus, P.S.S. (3 dicembre 1996 - 11 luglio 2006 ritirato)
- Robert Jean Louis Le Gall, O.S.B. (11 luglio 2006 - 9 dicembre 2021 ritirato)
- Guy André Marie de Kérimel, Comm. l'Emm., dal 9 dicembre 2021

## Statistiche
L'arcidiocesi nel 2022 su una popolazione di 1.392.500 persone contava 843.390 battezzati, corrispondenti al 60,6% del totale.
| anno | popolazione | popolazione | popolazione | presbiteri | presbiteri | presbiteri | presbiteri                | diaconi | religiosi | religiosi | parrocchie |
| anno | battezzati  | totale      | %           | numero     | secolari   | regolari   | battezzati per presbitero | diaconi | uomini    | donne     | parrocchie |
| ---- | ----------- | ----------- | ----------- | ---------- | ---------- | ---------- | ------------------------- | ------- | --------- | --------- | ---------- |
| 1950 | 451.200     | 458.647     | 98,4        | 591        | 431        | 160        | 763                       |         | 160       | 1.280     | 575        |
| 1969 | 600.000     | 686.760     | 87,4        | 639        | 401        | 238        | 938                       |         | 439       | 1.492     | 192        |
| 1980 | 688.000     | 802.800     | 85,7        | 515        | 345        | 170        | 1.335                     | 2       | 314       | 1.055     | 628        |
| 1990 | 771.703     | 892.503     | 86,5        | 415        | 277        | 138        | 1.859                     | 11      | 322       | 832       | 632        |
| 1999 | 880.000     | 1.029.000   | 85,5        | 396        | 238        | 158        | 2.222                     | 15      | 341       | 672       | 633        |
| 2000 | 880.000     | 1.047.000   | 84,0        | 382        | 241        | 141        | 2.303                     | 17      | 269       | 680       | 633        |
| 2001 | 879.000     | 1.047.000   | 84,0        | 367        | 228        | 139        | 2.395                     | 18      | 311       | 634       | 633        |
| 2002 | 866.667     | 1.047.000   | 82,8        | 366        | 231        | 135        | 2.367                     | 17      | 305       | 509       | 633        |
| 2003 | 722.430     | 1.047.000   | 69,0        | 368        | 233        | 135        | 1.963                     | 19      | 267       | 610       | 633        |
| 2004 | 722.420     | 1.047.000   | 69,0        | 357        | 224        | 133        | 2.023                     | 18      | 266       | 507       | 633        |
| 2006 | 743.160     | 1.126.000   | 66,0        | 384        | 223        | 161        | 1.935                     | 18      | 281       | 487       | 629        |
| 2010 | 763.000     | 1.200.000   | 63,6        | 305        | 203        | 102        | 2.501                     | 23      | 215       | 424       | 630        |
| 2014 | 788.600     | 1.260.226   | 62,6        | 249        | 161        | 88         | 3.167                     | 29      | 470       | 71        | 628        |
| 2017 | 798.900     | 1.317.668   | 60,6        | 235        | 145        | 90         | 3.399                     | 32      | 195       | 352       | 604        |
| 2020 | 841.870     | 1.390.000   | 60,6        | 227        | 141        | 86         | 3.708                     | 38      | 164       | 269       | 602        |
| 2022 | 843.390     | 1.392.500   | 60,6        | 211        | 132        | 79         | 3.997                     | 45      | 155       | 245       | 602        |